# Hala widowiskowo-sportowa przy ulicy Żeromskiego w Sosnowcu
Hala widowiskowo-sportowa przy ulicy Żeromskiego – hala widowiskowo-sportowa w Sosnowcu w dzielnicy Pogoń. 
Hala może pomieścić 1400 widzów. Na płycie hali o wymiarach 40 x 32 metry mieszczą się: boisko do piłki ręcznej, boisko do piłki koszykowej, centralne boisko do piłki siatkowej, dwa boiska do piłki siatkowej usytuowane w poprzek hali, boisko do tenisa ziemnego, boisko do piłki nożnej halowej. W 2008 roku wybudowano przylegającą do hali salę do treningów szermierki.
Hala została zaprojektowana w 1967 przez architekta Jerzego Gottfrieda i oddana do użytku w 1972 roku. Obiekt powstał przy ulicy Stefana Żeromskiego, w Parku Dietla, obok krytej pływalni. Pierwotnie hala była zarządzana przez KWK Kazimierz-Juliusz, od 1991 roku jest w zarządzie Miejskiego Ośrodka Sportu i Rekreacji. W 2008 roku przeprowadzono rozbudowę i remont: wybudowano przylegającą do hali szermierczą salę treningową, a w samej hali zainstalowano plastikowe krzesełka na trybunach.
W hali organizowane są rozgrywki sportowe i turjnieje m.in. w szermierce, tańcu, kulturystyce, gimnastyce akrobatycznej, tenisie stołowym czy sportach walki. Występujący w hali koszykarze Zagłębia Sosnowiec w latach 1985 i 1986 zdobywali Mistrzostwo Polski. W 1996 roku Mistrzostwo Polski zdobyli z kolei grający na tym obiekcie do 2008 roku siatkarze klubu GKS Kazimierz Płomień Sosnowiec.  W latach 2014–2021 hala sportowa przy ulicy Stefana Żeromskiego w Sosnowcu była areną rozgrywek siatkarskiego klubu MKS Będzin, który po awansie do PlusLigi stał się jednym z jej gospodarzy.